# جوستوس كاريير
جوستوس كاريير (بالألمانية: Justus Carrière ) (و. 1956 – م) هو ممثل، وممثل مسرحي، وممثل أفلام من ألمانيا . ولد في شفيرين .

## روابط خارجية
- جوستوس كاريير على موقع IMDb (الإنجليزية)
- جوستوس كاريير على موقع ألو سيني (الفرنسية)
- جوستوس كاريير على موقع أول موفي (الإنجليزية)
- جوستوس كاريير على موقع قاعدة بيانات الفيلم (الإنجليزية)
- جوستوس كاريير على موقع كينوبويسك (الروسية)